# Mecyclothorax microps
Mecyclothorax microps är en skalbaggsart som beskrevs av Sharp 1903. Mecyclothorax microps ingår i släktet Mecyclothorax och familjen jordlöpare. Inga underarter finns listade i Catalogue of Life.